# Diócesis de Killaloe
La diócesis de Killaloe (en latín: Dioecesis Laoniensis, en inglés: Roman Catholic Diocese of Killaloe y en irlandés: Deoise Chill Dalua) es una circunscripción eclesiástica de la Iglesia católica en la República de Irlanda. Se trata de una diócesis latina, sufragánea de la arquidiócesis de Cashel y Emly. Desde el 29 de julio de 2016 su obispo es Fintan Monahan.

## Territorio y organización

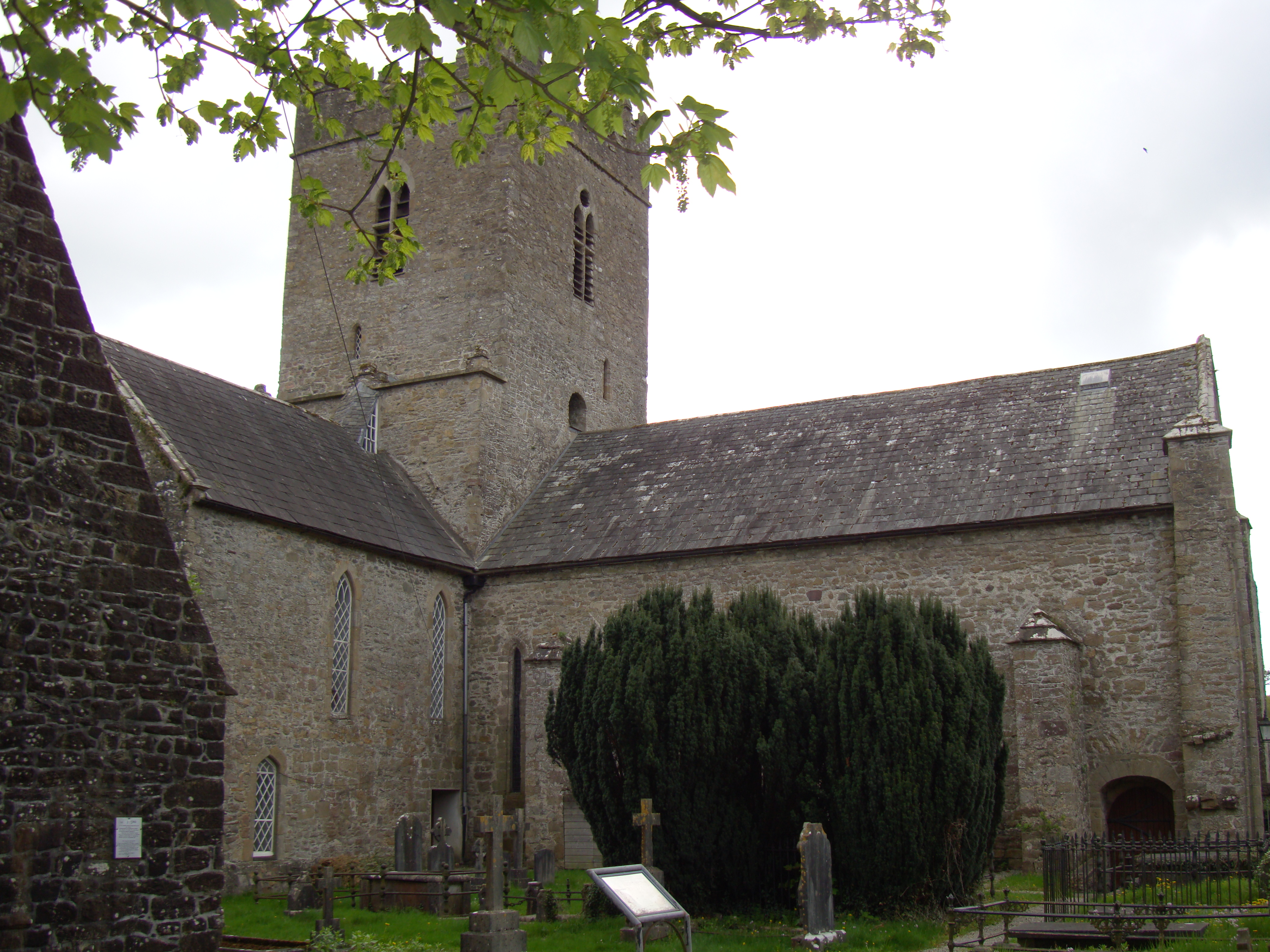
Catedral de San Flananio, en Killaloe, desde la Reforma anglicana pertenece a la Iglesia de Irlanda

La diócesis tiene 4523 km² y extiende su jurisdicción sobre los fieles católicos de rito latino residentes en parte de los condados de: Clare, Tipperary, Limerick, Offaly y Laois.
La sede de la diócesis se encuentra en la ciudad de Ennis, en donde se halla la Catedral de San Pedro y San Pablo. En Killaloe se encuentra la Catedral de San Flananio, que desde la Reforma anglicana pertenece a la Iglesia de Irlanda.
En 2023 en la diócesis existían 58 parroquias agrupadas en 15 áreas pastorales.

## Historia
Según la antiquísima Vida de san Flananio de Killaloe, datable en el siglo X, el origen de la diócesis estaría ligado a la fundación de un monasterio en Killaloe (Cell-da-Lua), por san Molua, a quien sucedió el discípulo san Flananio, quien, durante un viaje a Roma, habría sido consagrado obispo por el papa Juan IV en 639. Según F. Grannell esta Vida no tiene valor histórico y el monasterio fue esencialmente insignificante hasta el siglo X.
Desde el siglo XI se conocen algunos abades-obispos de Killaloe cuya jurisdicción se extendía hasta la parte norte de la región de Munster. Con motivo de la reorganización de la Iglesia irlandesa sobre el modelo de la continental, en el Sínodo de Ráth Breasail de 1111, bajo la presión del rey irlandés Brian Boruma, Killaloe fue confirmada como diócesis, a la que agregó parte de los territorios e iglesias que dependía de las sedes monásticas de Roscrea e Inniscathy.
Sin embargo, los abades de estos dos monasterios no aceptaron amablemente el fin de sus prerrogativas episcopales. De hecho, en el Sínodo de Kells de 1152, se restauraron las diócesis de Roscrea e Inniscathy, pero con la salvedad de que a la muerte de sus abades o de sus sucesores, pasarían a ser simples decanatos de las diócesis donde estuvieran ubicadas. En Kells se dispuso que Killaloe se convirtiera en sufragánea de la arquidiócesis de Cashel.
La Catedral de San Flananio fue construida en 1160 y siguió siendo la catedral católica de Killaloe hasta el reinado de Isabel I, cuando pasó a los anglicanos. En 1212 se documenta por primera vez un capítulo de los canónigos de la catedral, quizás todavía monástica; se menciona con certeza un capítulo secular en 1253, compuesto por un archidiácono, un cantor, un canciller y 7 prebendados.
En 1216 un inglés, Robert Travers, fue elegido y consagrado obispo, pero la Santa Sede anuló la elección por laicam potentiam intrusus, es decir, porque fue impuesta por los laicos y no elegida libremente. Generalmente, todos los obispos de Killaloe eran irlandeses.
A principios del siglo XIV el rey inglés Eduardo II (1307-1327), deseoso de controlar mejor a la Iglesia católica irlandesa, propuso al papa la fusión de la diócesis de Killaloe con la de Cashel, pero el proyecto no se concretó.
A mediados del siglo XV el obispo Donato O'Brien fue excomulgado por no haber pagado el impuesto adeudado a la Santa Sede por su nombramiento; sin embargo, parece haber seguido gobernando su diócesis hasta su muerte. El impuesto de nombramiento refleja los ingresos de la diócesis y es una medida aproximada e indirecta de la población: en esta época el impuesto adeudado por los obispos de Killaloe era de 100 florines, ciertamente más que los 40 que debían los obispos de Killala, pero mucho menos que los 2600 florines que pagaron los obispos de Dublín.
Durante el cisma anglicano, el obispo James O'Corrin apoyó al partido de Enrique VIII y firmó el Acta de Supremacía a principios de 1539, por lo que fue depuesto por Roma, que confió temporalmente la administración de la diócesis a los obispos de Clonmacnois. O'Corrin mantuvo la ciócesis como cismática hasta su fallecimiento el 5 de mayo de 1542. Fue remplazado por Cornelio O'Dea, por nombramiento real del 30 de mayo de 1546. La reina católica María I de Inglaterra nominó a Terence O'Brien, nombrado por el papa el 5 de mayo de 1542, pero tras la asunción de la reina protestante Isabel I de Inglaterra adhirió al protestantismo anglicano y mantuvo la sede hasta fu fallecimiento en 1569. La diócesis anglicana continuó hasta que en 1752 se formó la actual diócesis de Killaloe y Kilfenora de la Iglesia de Irlanda. 
Cornelius Ryan, obispo de 1576 a 1616, organizó la resistencia de los católicos irlandeses encabezada por el conde de Desmond, obteniendo también la ayuda del papa Gregorio XIII y de Felipe II de España. Sin embargo, la empresa del conde de Desmond fracasó y el obispo tuvo que exiliarse en Lisboa.
En el siglo XVII la diócesis permaneció vacante durante varios períodos y fue administrada por vicarios capitulares. En 1671, John O'Mollony, médico de la Sorbona, uno de los fundadores del seminario irlandés de París, fue nombrado obispo. Transferido a Limerick en 1689, continuó administrando su antigua diócesis hasta 1697, cuando fue expulsado de Irlanda.
A partir del siglo XVIII, en un clima de tolerancia cada vez mayor, se reanudó con continuidad la serie episcopal de Killaloe.
A principios del siglo XIX los obispos se instalaron en Ennis, la sede del condado de Clare, donde se erigió la catedral de San Pedro y San Pablo. Un decreto de la Santa Sede del 11 de febrero de 1903 restableció el cabildo de canónigos, suprimido durante más de tres siglos.

## Estadísticas
Según el Anuario Pontificio 2024 la diócesis tenía a fines de 2023 un total de 124 981 fieles bautizados.
| Año                                                                             | Población | Población | Población      | Sacerdotes | Sacerdotes | Sacerdotes | Católicos por sacerdote | Diáconos permanentes | Religiosos | Religiosos | Parroquias y cuasiparroquias |
| Año                                                                             | Católicos | Total     | % de católicos | Total      | Diocesanos | Regulares  | Católicos por sacerdote | Diáconos permanentes | Masculinos | Femeninos  | Parroquias y cuasiparroquias |
| ------------------------------------------------------------------------------- | --------- | --------- | -------------- | ---------- | ---------- | ---------- | ----------------------- | -------------------- | ---------- | ---------- | ---------------------------- |
| 1950                                                                            | 107 000   | 116 000   | 92.2           | 203        | 161        | 42         | 527                     |                      | 80         | 295        | 57                           |
| 1970                                                                            | 98 184    | 101 006   | 97.2           | 205        | 160        | 45         | 478                     |                      | 94         | 500        | 58                           |
| 1980                                                                            | 109 782   | 112 394   | 97.7           | 200        | 160        | 40         | 548                     |                      | 98         | 473        | 58                           |
| 1990                                                                            | 112 222   | 115 305   | 97.3           | 191        | 156        | 35         | 587                     |                      | 83         | 339        | 59                           |
| 1999                                                                            | 109 306   | 115 061   | 95.0           | 164        | 138        | 26         | 666                     |                      | 53         | 250        | 58                           |
| 2000                                                                            | 109 458   | 113 804   | 96.2           | 165        | 138        | 27         | 663                     |                      | 53         | 245        | 58                           |
| 2001                                                                            | 109 521   | 114 215   | 95.9           | 159        | 132        | 27         | 688                     |                      | 51         | 235        | 58                           |
| 2002                                                                            | 110 170   | 120 878   | 91.1           | 154        | 128        | 26         | 715                     |                      | 48         | 228        | 58                           |
| 2003                                                                            | 110 670   | 120 878   | 91.6           | 149        | 124        | 25         | 742                     |                      | 45         | 220        | 58                           |
| 2004                                                                            | 113 067   | 120 878   | 93.5           | 147        | 123        | 24         | 769                     |                      | 44         | 210        | 58                           |
| 2006                                                                            | 113 774   | 121 374   | 93.7           | 142        | 119        | 23         | 801                     |                      | 42         | 189        | 58                           |
| 2013                                                                            | 117 972   | 127 792   | 92.3           | 132        | 108        | 24         | 893                     |                      | 51         | 172        | 58                           |
| 2016                                                                            | 119 313   | 129 436   | 92.2           | 107        | 95         | 12         | 1115                    |                      | 36         | 160        | 58                           |
| 2019                                                                            | 113 300   | 125 437   | 90.3           | 108        | 91         | 17         | 1049                    |                      | 38         | 141        | 58                           |
| 2021                                                                            | 101 837   | 126 896   | 80.3           | 84         | 84         |            | 1212                    |                      | 17         | 134        | 58                           |
| 2023                                                                            | 124 981   | 140 716   | 88.8           | 82         | 78         | 4          | 1524                    | 1                    | 20         | 128        | 58                           |
| Fuente: Catholic-Hierarchy, que a su vez toma los datos del Anuario Pontificio. |           |           |                |            |            |            |                         |                      |            |            |                              |

## Episcopologio
- San Flannano † (mencionado circa 640/650)
- Carmacan O'Muilcashel † (?-1019 falleció)
- O'Gernidider † (?-1055 falleció)
- Thady O'Teige † (?-1083 falleció)
- Donat O'Conang † (?-1131 nombrado arzobispo de Cashel)
- Donat O'Lonargan † (?-antes de 1152 nombrado arzobispo de Cashel)
- Thady O'Lonergan † (?-1161 falleció)
- Donat O'Brien † (1161-1165 falleció)
- Constantine O'Brien † (antes de 1179-1194 falleció)
- Dermod O'Coning † (?-1195 depuesto)
- Charles O'Heney † (1195-1209 falleció)
- Geoffrey March † (1213-?)
- Cornelius O'Heney † (antes de 1215-1216 falleció)[nota 1]
  - Robert Travers † (1216-1221 depuesto) (ilegítimo)
  - David † (5 de enero de 1218-? falleció) (obispo electo)
- Donald O'Heney † (1221-? falleció)
- Donald O'Kennedy † (1231-1252 falleció)[nota 2]
- Isaac O'Cormacain † (21 o 23 de junio de 1253-1267 renunció)
- Matthew O'Hogain † (después del 10 de noviembre de 1267-agosto de 1281 falleció)
- Maurice O'Hogain † (23 de noviembre de 1281-antes de octubre de 1298 falleció)
- David MacMahon † (7 de enero de 1299-9 de febrero de 1317 falleció)
- Thomas O'Cormacain I † (2 de julio de 1317-31 de julio de 1322 falleció)
- Benedict O'Coscry † (1 de agosto de 1323-1325 o 1326 falleció)
- David MacBrian † (25 de mayo de 1326-12 de diciembre de 1342 falleció)
- Thomas O'Hogain † (1343-30 de octubre de 1354 falleció)
- Thomas O'Cormacain II † (27 de mayo de 1355-1382 o 1387 falleció)
- Matthew MacGrath † (antes de agosto de 1389-antes de febrero de 1400)
- Donat Mag Raith † (8 de febrero de 1400-circa 1418 depuesto)
  - Robert de Mulfield, O.Cist. † (11 de septiembre de 1409-?) (antiobispo)[nota 3]
- Eugene O'Falan † (6 de julio de 1418-1423 renunció)
- Thady MacGrath † (25 de octubre de 1423-1429 falleció)
- James O'Lonergan † (9 de diciembre de 1429-después de 1441 renunció)
- Terence (o Donato) O'Brien I † (26 de julio de 1443-antes de agosto de 1460 falleció)
- Thady MacRaidi † (18 de agosto de 1460-después de 1461 falleció)
- Matthew O'Griffa † (23 de mayo de 1463-1483 falleció)
- Terence O'Brien II † (19 de septiembre de 1483-1525 falleció)
- James O'Corrin † (24 de agosto de 1526-principio de 1539 depuesto por firmar el Acta de Supremacía y volverse cismático anglicano)
  - James O'Corrin † (principio de 1539-5 de mayo de 1542 falleció (obispo cismático anglicano)
  - Cornelio O'Dea † (30 de mayo de 1546 nombrado por el rey-1554) (obispo cismático anglicano)
  - Sede administrada por los obispos de Clonmacnois (1539-1542)
- Terence O'Brien † (5 de mayo de 1542-1560 adhirió al protestantismo anglicano, en 1569 falleció)
- Malachy O'Moloney † (10 de enero de 1571-22 de agosto de 1576 nombrado obispo de Kilmacduagh)
- Cornelius Ryan, O.F.M.Obs. † (22 de agosto de 1576-1616 falleció)
  - Sede vacante (1616-1630)
- John O'Mollony I † (12 de agosto de 1630-después de octubre de 1651 falleció)
  - Sede vacante (?-1671)
- John O'Mollony II † (26 de mayo de 1671-24 de enero de 1689 nombrado obispo de Limerick)
  - Sede vacante (1689-1712)
- Eustace Brown † (16 de julio de 1712-28 de septiembre de 1723 depuesto)
- Terence MacMahon † (16 de diciembre de 1724-?)
- Sylvester Lloyd, O.F.M.Ref. † (25 de septiembre de 1728-29 de mayo de 1739 nombrado obispo de Waterford y Lismore)
- Patrick MacDonogh † (14 de agosto de 1739-25 de febrero de 1752 falleció)
  - Patrick O'Naghten † (12 de mayo de 1752-? renunció) (obispo electo)
  - Nicholas Madgett † (11 de diciembre de 1752-23 de febrero de 1753 nombrado obispo de Ardfert y Aghadoe) (obispo electo)
- William O'Meara † (23 de febrero de 1753-1764 falleció)
- Michael Peter MacMahon, O.P. † (5 de junio de 1765-20 de febrero de 1807 falleció)
- James O'Shaughnessy † (20 de febrero de 1807 por sucesión-5 de agosto de 1828 falleció)
- Patrick MacMahon † (5 de agosto de 1828 por sucesión-7 de junio de 1836 falleció)
- Patrick Kennedy † (7 de junio de 1836 por sucesión-19 de noviembre de 1851 falleció)
- Daniel Vaughan † (24 de marzo de 1851-29 de julio de 1859 falleció)
- Michael Flannery † (29 de julio de 1859 por sucesión-19 de junio de 1891 falleció)
- Thomas J. MacRedmond † (19 de junio de 1891 por sucesión-5 de abril de 1904 falleció)
- Michael Fogarty † (12 de julio de 1904-25 de octubre de 1955 falleció)
- Joseph Rodgers † (29 de octubre de 1955 por sucesión-9 de julio de 1966 falleció)
- Michael Anthony Harty † (28 de septiembre de 1967-2 de octubre de 1994 falleció)
- William Walsh † (2 de octubre de 1994 por sucesión-18 de mayo de 2010 retirado)
- Kieran O'Reilly, S.M.A. (18 de mayo de 2010-22 de noviembre de 2014 nombrado arzobispo de Cashel)
- Fintan Monahan, desde el 29 de julio de 2016